# Ceromitia elongatella
Ceromitia elongatella là một loài bướm đêm thuộc họ Adelidae. Loài này có ở Nam Phi.